# Olsa Toqi
Olsa Toqi, född 1987 i Tirana, Socialistiska folkrepubliken Albanien , är en albansk sångerska, låtskrivare och kompositör.
Toqi är främst känd som upphovsman till låten Fairytale som Eneda Tarifa representerade Albanien med i Eurovision Song Contest 2016. Toqi är den enda kvinna hittills som står som ensam upphovsman till ett vinnarbidrag i Festivali i Këngës.

## Biografi
Toqi föddes 1987 i Albaniens huvudstad Tirana. Hon studerade vid den konstnärliga skolan Jordan Misja i Tirana där hon bland annat lärde sig spela piano. Som barn deltog hon i flera musikfestivaler för barn. 18 år gammal debuterade hon i december 2005 i musiktävlingen Top Fests 3:e upplaga med låten "Nese ti". Med låten tog hon sig till tävlingens semifinal i april 2006. 2007 deltog hon återigen i tävlingen med bidraget "Ti do vish". Tillsammans med sångaren Ermal Mamaqi släppte hon låten "Ma kthe qytetin tim" (svenska: ge mig min stad tillbaka).
2014 skrev hon låten "S'muj" som blev sångerskan Marsela Çibukajs andra tävlingsbidrag i Festivali i Këngës då hon ställde upp i Festivali i Këngës 53 med låten. Çibukaj deltog i den första semifinalen från vilken hon tog sig vidare till finalen där hon ställdes mot 18 andra bidrag. Hon fick av juryn 28 poäng vilket räckte till att sluta på 5:e plats i tävlingen.
2015 skrev hon sitt andra bidrag till Festivali i Këngës. Hennes bidrag "Përrallë", framförd av Eneda Tarifa, tog sig direkt till tävlingens final som en av storfavoriterna att ta hem tävlingen. I finalen redovisades inte jurymedlemmarnas poäng på grund av misstankar om röstfusk men efter omröstningen stod det klart att "Përrallë" segrat och Eneda Tarifa skickades till Eurovision med Toqis låt. Inför tävlingen i maj 2016 förkortade man låten samt översatte dess text till engelska. Låten deltog i den andra semifinalen av Eurovision där den slutade på 16:e plats med 45 poäng.
Utmärkelser
2020: “Tjerr” – “Qyteti i Tiranas” prisbelönt av från Tirana kommun på Festivali i 59 i këngës RTSH.
2015: "Përrallë" 1:a pris på Festivali i 54 i kengës RTSH.
2010: 1:a pris vid den internationella pianotävlingen EPTA Albania.
Konstnärliga Carriere-prestationer
Den första kvinnliga och yngsta kompositören också, som vinner förstaplatsen på Festivali i Kengës RTSH.
Första kvinnliga kompositören som representerade Albanien vid EUROVISIONS SONG CONTEST.
Första kvinnan som komponerade en opera som hade världspremiär utomlands på San Girolamo - Teatro del Giglio, Lucca Italien.

## Diskografi

### Sånger som artist
| År   | Titel                                 | Album             |
| ---- | ------------------------------------- | ----------------- |
| 2005 | "Nese ti" (Om du)                     | Singel utan album |
| 2007 | "Ti do vish" (Du kommer)              | Singel utan album |
| 2010 | "Nuk po gaboj" (Jag är inte besviken) | Singel utan album |
| 2011 | "Për dikë" (För någon)                | Singel utan album |
| 2013 | "Emri yt" (Ditt namn)                 | Singel utan album |

### Sånger som låtskrivare och kompositör
| År   | Titel                  | Artist          | Tävling       |
| ---- | ---------------------- | --------------- | ------------- |
| 2005 | "Nëse ti"              | Olsa Toqi       | Top Fest      |
| 2007 | "Ti do vish"           | Olsa Toqi       | Top Fest      |
| 2011 | "Për Dikë"             | Olsa Toqi       | Videoklipp    |
| 2013 | "Emri Yt"              | Olsa Toqi       | Top Fest      |
| 2014 | "S'muj"                | Marsela Çibukaj | Fest RTSH 53  |
| 2010 | "Përrallë"             | Eneda Tarifa    | Fest RTSH 54  |
| 2016 | "Fairytale"            | Eneda Tarifa    | Eurovizion    |
| 2017 | "Ëndërr"               | Rei Bezhani     | Kënga magjike |
| 2017 | "T'kam tregu"          | Eranda Libohova | Videoklipp    |
| 2019 | "Kur unë një gjë e du" | Evi Reçi        | Videoklipp    |
| 2020 | "Tjerr"                | Evi Reçi        | Fest RTSH 59  |